# Палац (фільм)
«Палац» (англ. The Palace) — художній фільм режисера Романа Полянського, прем'єра якого відбулася взимку 2023 року. У картині знімаються Мікі Рурк, Олівер Мазуччі, Фанні Ардан, Олександр Петров.

## Сюжет
Дія фільму відбувається у розкішному швейцарському готелі напередодні Нового року. У сюжеті «переплітаються долі гостей та тих, хто їх обслуговує».

## В ролях
- Мікі Рурк — Білл Краш
- Олівер Мазуччі — Гансуелі
- Фанні Ардан — Маркіза
- Джон Кліз — Артур Вільям Даллас III
- Бронвін Джеймс — Магнолія
- Жоакім де Алмейда — доктор Ліма
- Сідні Ром — місіс Робінсон

## Виробництво
Фільм був анонсований у квітні 2021 року. Сценарій картини написав сам Роман Поланскі спільно з Єжи Сколімовським (попередня спільна робота цих кінематографістів — фільм 1962 року "Ніж у воді "), музику — Олександр Деспла. Картину продюсують італійські кінокомпанії Rai Cinema спільно з Eliseo Entertainment. Зйомки розпочалися у Швейцарії у квітні 2022 року, причому у ролі оператора виступає незмінний партнер Поланскі Павло Едельман. Одну з ролей у фільмі грає Міккі Рурк, у головних ролях — Олівер Мазуччі та Фанні Ардан. Бюджет картини складає 13 мільйонів євро.
Прем'єра «Палацу» запланована на зиму 2023.